# Yambio
Yambio es una ciudad de Sudán del Sur, capital del estado de Ecuatoria Occidental. Se sitúa en el sudoeste del país, en las proximidades de la frontera de la República Democrática del Congo. Dista 444 kilómetros de la capital del país, Yuba. La población cuenta con aeropuerto.

## Descripción general
Yambio es la sede del condado de Yambio, en el que se encuentra. También es la capital del Estado de Ecuatoria Occidental, uno de los 10 estados que constituyen la República de Sudán del Sur. Tras la consecución de la independencia por Sudán del Sur en 2011, las principales preocupaciones actuales en Yambio son las siguientes:
- Reasentamiento de nuevos repatriados de Sudán del Sur, especialmente de la República de Sudán, pero también de otros países como: República Democrática del Congo, República Centroafricana y República de Uganda.
- Mejora de la seguridad contra los rebeldes merodeadores de Uganda conocidos como el Ejército de Resistencia del Señor (ERS), que han aterrorizado a la región durante la última década.
- Asegurar que los antiguos residentes y los nuevos repatriados tengan suficiente comida, ahora y en el futuro.

## Demografía
| Año             | Población |
| --------------- | --------- |
| 1983 (Censo)    | 24,900    |
| 2010 (Estimado) | 31,700    |
| 2011 (Estimado) | 40,400    |